# Gempoldenok
Gempoldenok is een bestuurslaag in het regentschap Demak van de provincie Midden-Java, Indonesië. Gempoldenok telt 1439 inwoners (volkstelling 2010).